# Vasil' Bykov
Vasil' Uladzimiravič Bykaŭ (in bielorusso Васіль Уладзіміравіч Быкаў?; Byčki, 19 giugno 1924 – Minsk, 22 giugno 2003) è stato uno scrittore sovietico, dal 1991 bielorusso, noto in Occidente come Vasil' (o Vasilij) Bykov (in russo Василь Быков?).

## Biografia
Nato in un villaggio nei pressi di Vicebsk, Bykov si trovava in Ucraina al momento dell'invasione nazista dell'URSS. Arruolatosi nell'Armata Rossa nell'estate del 1942 al compimento dei 18 anni di età, nel gennaio del 1944 rimase ferito ad una gamba e al ventre durante una battaglia nei pressi di Kirovograd, venendo inizialmente dato per morto, esperienza a cui si sarebbe ispirato per scrivere Mertvym ne bol'no. Dimesso tre mesi dopo, combatté nella decisiva offensiva Iași-Chișinău dell'agosto dello stesso anno, passando poi per i teatri di guerra bulgari, ungheresi e jugoslavi prima della fine del conflitto. Dopo la guerra, si stabilì a Hrodna, dove cominciò a lavorare in un'officina e scrivere per l'edizione locale della Pravda, per poi arruolarsi di nuovo nell'esercito sovietico e prestarvi servizio fino al 1955, raggiungendo il grado di maggiore.
Cominciò quindi a scrivere i racconti e romanzi che l'avrebbero reso famoso, attingendo alle sue esperienze da soldato. Nelle sue opere, Bykov offriva un'immagine della «grande guerra patriottica» lontana dalla retorica trionfalistica con cui era abitualmente descritta nel dopoguerra, concentrandosi più sulla psicologia dell'individuo e su d'una rappresentazione realistica del conflitto: uno dei suoi romanzi più noti di quel periodo è Gli ultimi tre giorni (Sotnikov), da cui venne tratto il film di Larisa Šepit'ko L'ascesa, Orso d'oro al festival di Berlino 1977. A partire dalla seconda metà degli anni settanta, le sue opere divennero sempre più cupe, raccontando spesso della fucilazione ad opera dell'esercito o di partigiani sovietici di civili ritenuti, a torto o ragione, collaborazionisti dei nazisti. Nonostante i molti premi e onorificenze ricevuti in URSS, Bykov fu spesso attaccato da alti ufficiali dell'esercito sovietico e membri del PCUS con l'accusa di "falso umanismo", e il KGB gli rifiutò l'autorizzazione per abitare a Mosca. Spesso traduceva lui stesso le sue opere dal bielorusso al russo.
Durante la perestrojka, Bykov, che si era trasferito a Minsk, divenne più attivo come personaggio pubblico, presiedendo una commissione sui massacri dell'NKVD degli anni trenta e sostenendo politicamente l'anticomunista e nazionalista Fronte Popolare di Bielorussia "Rinascita" (BPF). In seguito alla dissoluzione dell'URSS, votò per Zjanon Paznjak, candidato del BPF, alle prime elezioni presidenziali della Bielorussia indipendente nel 1994, diventando un oppositore di Aljaksandr Lukašėnka dopo la sua vittoria. Lasciò il paese nel 1997, vivendo i suoi ultimi anni all'esterno (Finlandia, Germania e Repubblica Ceca) e tornandovi solo pochi mesi prima della morte. 

## Romanzi (parziale)
- Žuravlinyj krik (1959)
- Tret'ja raketa (1962)
- Al'pijskaja ballada (1964)
  -  Ballata alpina e altri racconti, traduzione di Alessandra Braschi, Mosca, Raduga, 1987, ISBN 9785050020741.
- Zapadnja (1965)
- Mertvym ne bol'no (1966)
- Ataka s chodu (1968)
- Krugljanskij most (1968)
- Sotnikov (1970)
  -  Gli ultimi tre giorni, traduzione di Giovanna Spendel, Milano, Mursia, 1974, ISBN 8842585831.
- Obelisk (1972)
- Dožit' do rassveta (1973)
- Znak bjedy (1983)
- Kar'er (1987)
  -  La cava, Milano, Mursia, 1989, ISBN 9788842502012.
- Oblava (1990)
  -  Caccia all'uomo, Milano, Spirali/Vel, 1992, ISBN 88-7770-328-8.
- Sčjana (1999)
  -  La disfatta, Milano, Spirali, 2000, ISBN 9788877705549.

## Premi e riconoscimenti
- Premio di Stato dell'Unione Sovietica 1974 per il romanzo Dožit' do rassveta
- Premio Lenin 1986 per il romanzo Znak bjedy

## Adattamenti cinematografici delle sue opere
- Dožit' do rassveta, regia di Viktor Sokolov e Michail Eršov (1975)
- Obelisk, regia di Ričard Viktorov (1976)
- L'ascesa (Voschoždenie), regia di Larisa Šepit'ko (1976)
- Anime nella nebbia (V tumane), regia di Serhij Loznycja (2012)